# 佐藤直男
佐藤 直男（さとう すなお、1924年2月15日 - 2004年7月8日）は、埼玉県出身の日本の囲碁棋士。関西棋院所属、九段。細川千仭九段門下、1939年5月入段 、1963年4月九段。
詰碁作家としても評価が高く、創作詰碁集『さわやか詰碁』『しなやか詰碁』（誠文堂新光社）は代表作。また結城聡・坂井秀至ら、多くの関西棋院の弟子を育てた。
詰碁創作の名手であり、前田陳爾による「詰碁名作ベストテン」(1972年)でも古典に伍して当代の代表として「その八」に置かれている。

## 主な実績
- 関西棋院第一位決定戦優勝3回。
- 第8期早碁名人。第1期プロ十傑戦6位。
- 名人戦リーグ在籍1期。本因坊戦リーグ在籍1期。
- 1950年五段時の東西対抗戦で関西棋院代表8番手として出場、日本棋院藤沢秀行五段に敗れる。